# 吴赐龄
吴赐龄（？—？）广西融县（今融水苗族自治县）人。清末立宪派政治人物。

## 生平
吴赐龄是清朝副贡。后来他任广西谘议局议员，并代表广西谘议局参加各省谘议局联合会。其后他任资政院议员。在资政院内，他表现十分活跃，曾经带头弹劾军机大臣奕劻。1911年他成为宪友会的发起人之一。